# 賴瑛 (永樂進士)
賴瑛（14世紀—15世紀），字世傑，江西建昌府廣昌縣人，明朝政治人物。

## 生平
賴瑛是永樂十二年（1414年）舉人，十六年（1418年）成進士，任監察御史、巡按鎮江常州蘇州松江嘉興湖州等府，宣德五年（1430年）外任臨安知府，正統八年（1443年）陞雲南布政使司右參政，仍理臨安府事，十二年（1447年）自陳有病不能視事，朝廷讓他致仕，他剛直敢言，激揚善惡，了解輿情，監獄無冤犯，人稱為賢能御史。

## 引用
1. 1 2  同治【江西】《廣昌縣志·卷五·人物志》：明 賴瑛，字世傑，仕至左參政，剛明直亮，遇事敢言，激揚善惡，尤愜輿情，憲度肅清，獄無冤滯，稱為賢能御史。
2. ↑  同治【江西】《廣昌縣志·卷四·選舉志》：明鄉舉……（永樂）十二年甲午科 賴瑛 經魁，戊戌進士……明進士……（永樂）十六年戊戌李騏榜 賴瑛 雲南左參政
3. ↑  《明宣宗章皇帝實錄·卷四十九》：（宣德三年十二月）丁酉敕行在錦衣衛指揮任啟、參政葉春、監察御史賴瑛，同太監劉寧往鎮江常州及蘇松嘉湖等府巡視軍民利病……
4. ↑  《明宣宗章皇帝實錄·卷七十二》：（宣德五年十一月己未）陞給事中、御史等官薛廣等二十五人為知府……賴瑛臨安府……
5. ↑  《明英宗睿皇帝實錄·卷一百三》：（正統八年四月癸巳）陞雲南臨安府知府賴瑛為本布政司右參政，支正三品俸，仍理府事，瑛九載任滿當考績詣京，靖遠伯王驥等奏其勤於撫字，深得夷情，乞留之，故有是命。
6. ↑  《明英宗睿皇帝實錄·卷一百五十三》：（正統十二年閏四月癸未）雲南臨安府掌府事右參政賴瑛自陳有疾不能視事，吏部覆實以聞，上命致仕。